# Back to the Basic
Back to the Basic è un EP del cantante coreano Rain, pubblicato il 1º aprile 2010 in Corea del Sud. Il singolo estratto per promuovere l'album è Love Song.

## Tracce
1. 널 붙잡을 노래 - The Song To Make You Want To Stay (Love Song)
2. Hip Song
3. One
4. 똑같아 (Same)
5. Love Song (versione in lingua inglese)

## Singoli
- 2010 - Love Song